# Prix Shōhei-Kiyama
Le prix Shōhei-Kiyama (木山捷平文学賞, Kiyama Shōhei Bungakushō, en abrégé prix Kiyama) est un prix littéraire attribué annuellement de 1997 jusqu'à 2005 par la ville de Kasaoka en mémoire de l'écrivain Shōhei Kiyama, originaire de la ville, en vue de promouvoir la littérature. Sont récompensés les écrivains et poètes de ce qui est désigné comme  « littérature pure » (純文学) (par opposition à la littérature de divertissement), dont le travail est caractérisé par l'originalité et l'humour. Depuis 2006, le « prix Shōhei Kiyama pour débutant pour la littérature narrative » (木山捷平短編小説賞 Kiyama Shōhei tanpenshōsetsushō) doté d'un montant de 1 million de yens est décerné chaque année à la place du prix Shōhei-Kiyama de littérature,.

## Lauréats
- 1997 : Kazumi Saeki pour Tōki yama ni hi wa ochite (遠き山に日は落ちて)
- 1998 : Kazuo Okamatsu pour Tōge no sumika (峠の棲家)
- 1999 : Yū Miri pour Gold Rush (ゴールドラッシュ)
- 2000 : Shun Medoruma pour Mabigumime (魂込め)
- 2001 : Satō Yōjirō pour Igirisu-yama (イギリス山)
- 2002 : Takashi Hiraide pour Neko no kyaku (猫の客)
- 2003 : Haku Kohiyama pour Hikaru ōyuki (光る大雪)
- 2004 : Toshiyuki Horie pour Yukinuma to sono shūhei (雪沼とその周辺)
- 2005 : Hisaki Matsuura pour Ayame karei hikagami (あやめ　鰈　ひかがみ)

## Membres du comité de sélection
- Minato Kawamura
- Shun Akiyama
- Tetsuo Miura

## Lauréats du prix Tanpenshōsetsushō
- 2006 : Kimiko Ushiyama pour Saishū basu (最終バス)
- 2007 : Kunishige Kinoshita pour Marujāna no chie (マルジャーナの知恵)
- 2008 : Mamiko Konno pour Seinaka no kizu (背中の傷)[3].